# Euspinolia militaris
Euspinolia militaris je druh bezkřídlých vos z čeledi kodulkovití. Pro své černobílé zbarvení se pro vosu vžil anglický název panda ant, což znamená „pandí mravenec“. Jedná se o parazitický druh, který si jako hostitele vybírá vosy, včely či čmeláky.

## Popis
Euspinolia militaris vykazuje pohlavní dimorfismus. Samice připomíná mravence (kodulkám se někdy také říká velvet ants – sametoví mravenci), je bezkřídlá a porostlá chlupy. Samec je větší než samice, liší se barevně, je okřídlený a na rozdíl od samice nemá žihadlo. Jejich zbarvení velmi připomíná pandu velkou. Průměrně jsou dlouzí 8 mm a vysocí až 3 mm. Mají jednu z nejpevnějších vnějších koster mezi vosami.

## Výskyt
Poprvé byla Euspinolia militaris pozorována v pobřežním regionu Chile. Žije i v Argentině a také na jihozápadě Spojených států a v některých částech Mexika. Dává přednost suchým teplým oblastech, kde je hodně štěrku a písku.

## Chování
Euspinolia militaris je samotář, nežije v hnízdech nebo jakémkoliv společenství. Je to cizopasník a svá vajíčka samice klade do vosího, včelího či čmeláčího hnízda. Larvy se živí larvou či nymfou hostitele, kterou nakonec zcela zlikvidují. Mají velmi bolestivé bodnutí, jenž může omráčit i podstatně většího živočicha, proto se jim (stejně jako jiným kodulkám) s nadsázkou přezdívá cow-killers. Samice bývá aktivní přes den, samec přes noc. Samice běhá čile po zemi a vyhledává hnízda potenciálních hostitelů. Žije po dobu dvou let. Hlavní zdroj potravy dospělých jedinců je nektar, samice mohou zabíjet a požírat i housenky či larvy.

### Rozmnožování
Samec samici z výšky snadno identifikuje, zvedne ji do vzduchu a za letu se spáří. Po páření samice naklade vajíčka do cizího hnízda. Za svůj život může naklást až 2000 vajíček. Většina vajíček je hostiteli zlikvidována.